# Olivia Records
Pour les articles homonymes, voir Olivia.
Olivia Records est un collectif fondé en 1973 par Judy Dlugacz et cinq amies pour enregistrer et commercialiser des musiques de femmes. Olivia, nommée d'après l'héroïne d'un roman de pulp magazine par Dorothy Bussy, qui tomba amoureuse de sa directrice dans un pensionnat francophone, est le fruit du travail de dix lesbiennes-féministes (les Furies Collective et les Radicalesbians) vivant à Washington, DC qui ont voulu créer une organisation féministe avec une base économique.
En 1973, le collectif publie un 45 tours avec Meg Christian d'un côté et Cris Williamson sur l'autre. Yoko Ono répond à ce disque en indiquant vouloir faire un project avec Olivia, mais le collectif refuse poliment[réf. nécessaire]. Sans se rendre dépendantes de personnalités de haut vol, elles arrivent à faire un chiffre de 12 000 dollars avec ce 45 tours, ce qui est ensuite suffisant pour sortir le premier album de la chanteuse Meg Christian, I know you know en 1975, et peu de temps après, Williamson l'album devenu révolutionnaire The changer and the changed.
Sandy Stone est l'ingénieure du son d'Olivia de 1974 à 1978, enregistrant et mixant tous les albums d'Olivia produits au cours de cette période. Elle démissionne à la suite de la polémique autour de son travail pour une entreprise identifiée comme lesbienne alors qu'elle est une femme transgenre. Le débat se poursuit dans le livre de Janice Raymond The Transsexuel Empire qui consacre un chapitre à la critique de « l'identité lesbienne féministe construite sur la base de la transsexualité ».
En 1977, après des critiques répétées par Anita Bryant, Olivia sort Lesbian Concentrate, une collection de chansons et de poésies avec une partie du produit de la vente allant au bénéfice des lesbiennes du Lesbian Mothers National Defense Fund Inclus sur la piste 13 LP se trouve l'ode de Meg Ode To A Gym Teacher" et Leaping lesbians de Sue Fink.
Olivia s'installe d'abord à Los Angeles pour rester au centre de la scène de la musique puis à Oakland. Les cinq autres femmes du collectif, qui avait mis en commun leur argent et vivaient même ensemble durant les sept années précédentes, ont commencé à se disperser. Olivia a cessé de sortir de nouveaux disques et plutôt effectué une tournée pour son 15ᵉ anniversaire en 1988. Les deux concerts au Carnegie Hall de New York ont été les plus gros succès de leurs concerts à cet endroit. Pourtant, Le New York Times mentionne à peine le spectacle.
Même si Olivia Records publie des musiques du monde et de la salsa, la maison se notre particulièrement efficace avec les chanteuses acoustiques solosbien que parfois elles n'aient pas réussi à identifier les talents émergents. En 1985, la chanteuse et compositrice de Melissa Etheridge, alors une artiste en proie à de grandes difficultés de Los Angeles, envoie sa démo pour Olivia, mais elle est rejetée en fin de compte. Etheridge continue pour devenir l'une des femmes artistes es plus populaires des années 1990, et sans doute la plus accomplie des lesbiennes musiciennes de tous les temps. Elle a conservé cette lettre de refus, signé par « les femmes d'Olivia », qui est présentée dans le Intimate portrait, le documentaire de Lifetime qui lui est consacré.
Incapable de se réinventer afin d'évoluer pour le paysage musical destiné aux femmes avec par exemple riot grrl, Lilith Fair et Ani Difranco, Olivia ne peut plus continuer à fonctionner comme un label.
Olivia Records Enregistrements fonde Olivia, la ligne de croisière lesbienne en 1988[réf. nécessaire].